# Vandœuvre Nancy Volley-Ball 2021-2022
Questa voce raccoglie le informazioni riguardanti il Vandœuvre Nancy Volley-Ball nelle competizioni ufficiali della stagione 2021-2022.

## Organigramma societario
Area direttiva
- Presidente: Patrick Venturini

Area tecnica
- Allenatore: Radoslav Arsov
- Allenatore in seconda: Pavle Drecun, Rusena Linord

## Rosa
| N° | Nome             | Ruolo | Data di nascita  | Nazionalità sportiva |
| -- | ---------------- | ----- | ---------------- | -------------------- |
| 2  | Emily Thater     | C     | 1º febbraio 1995 | Stati Uniti          |
| 4  | Polina Neykova   | P     | 7 ottobre 1998   | Bulgaria             |
| 5  | Auriane Biemel   | L     | 5 ottobre 1999   | Francia              |
| 7  | Nicole Edelman   | P     | 14 aprile 1994   | Stati Uniti          |
| 8  | Zoé Betz         | L     | 31 gennaio 2002  | Francia              |
| 9  | Nika Markovič    | O     | 5 maggio 1997    | Slovenia             |
| 10 | Lorena Sipić     | C     | 11 novembre 1990 | Croazia              |
| 11 | Thaynara Emmel   | S     | 3 novembre 1991  | Brasile              |
| 12 | Diana Frankevych | S     | 21 marzo 1999    | Ucraina              |
| 14 | Erika Pritchard  | S     | 19 ottobre 1999  | Stati Uniti          |
| 15 | Shainah Joseph   | O     | 15 maggio 1995   | Canada               |
| 16 | Grace Zenga      | C     | 24 giugno 2002   | RD del Congo         |
| 17 | Shayla Hoeft     | C     | 15 maggio 1995   | Stati Uniti          |
| 18 | Lana Thévenet    | L     | 5 settembre 2004 | Francia              |
| 20 | Mojca Pene       | S     | 23 aprile 1989   | Slovenia             |